# British Sub-Aqua Club
Pour les articles homonymes, voir BSAC.
Le British Sub-Aqua Club (club de plongée sous-marine britannique), ou BSAC représente la majorité des clubs et des plongeurs de loisir au Royaume-Uni.
Le club a été fondé en 1953 et a compté jusqu'à 50 000 membres en 1990. Il a pour but de fédérer les plongeurs au Royaume-Uni et d'enseigner la plongée dans le monde entier au travers de ses 300 écoles et 1 100 clubs.
L'ancien logo représentait le dieu de la mer Neptune.
La plupart des moniteurs du BSAC sont des amateurs qui enseignent au sein d'un club.
Du fait que les eaux de Grande-Bretagne sont plus froides et bénéficient d'une moins bonne visibilité que la plupart des autres, les cursus du BSAC font appel beaucoup plus tôt que d'autres au cours de la formation aux procédures de sauvetage et de secours.
Le président actuel (2011) de l'association est le Prince de Galles. Ses fils, William et Harry, sont également moniteurs de plongée au sein de l'association.

## Histoire
Le BSAC a été créé le 1er octobre 1953 par Oscar Gugen, Peter Small, Mary Small et Trevor Hampton,
En 1954, une antenne est constituée à Londres alors que le conseil des sports britannique reconnait officiellement l'association comme représentative de la plongée sous-marine.
En cette même année, les membres de la toute nouvelle section n°9 du BSAC du club de plongée de Southsea créent un jeu appelé 'Octopush et qui deviendra bientôt connu et pratiqué mondialement sous l'appellation de hockey subaquatique.
En mars 1955, le BSAC est reconnu par le Conseil central des activités récréatives britannique. 
Alan Broadhurst devient, en 1957, le second président du BSAC. Il modernise le vocabulaire relatif à la plongée employé au sein du BSAC et supprime l'utilisation ancienne d' homme-grenouille.
La première association membre du BSAC créée à l'étranger voit le jour en Jamaïque en octobre 1957.
En novembre 1959, la première édition du BSAC diving manual (manuel de plongée du BSAC) voit le jour. Elle coûte, à cette époque, 10 shillings Cet manuel a été rédigé par George Brookes et Alan Broadhurs.
La première "conférence des moniteurs de plongée" se déroule en novembre 1960 à St Abbs en Écosse.
Le centre de plongée de Fort Bovisand ouvre ses portes en 1965.
En 1995, le BSAC autorise l'utilisation du Nitrox en plongée et structure son enseignement.
De la même manière, le BSAC autorise et structure l'enseignement du recycleur en 2001 et du Trimix en 2006.

## Organisation

### Gouvernance
| 1960-1963   | Prince Philip                       |
| 1964-1966   | Prince Granville                    |
| 1967-1970   | Lord Wakefield of Kendal            |
| 1971-1974   | Lord Ritchie Calder of Balmashannar |
| depuis 1974 | Prince Charles                      |

En plus de ces présidents, le BSAC dispose de vice-présidents nommés à vie :
- Oscar Gugen (fondateur de la fédération)
- Daniel H. Gould
- M K Todd
- Ian Irvine

ainsi que d'un certain nombre de vice-présidents et de membres honoraires (Jacques-Yves Cousteau, Louis Mountbatten, etc.)
Le BSAC dispose aussi d'un conseil national de la plongée, composé de plus de 40 membres, tous choisis en raison de leurs hautes compétences techniques ou de spécialistes.

## Qualifications

### Plongée
Le BSAC dispose de cinq qualifications de plongeur :
| Ocean Diver       | compétences de base, permettant une plongée sans décompression (profondeur maximale autorisée : 20 m)                        |
| Sports Diver      | Sauvetage et plongée avec décompressions (profondeur maximale autorisée : 35 m)                                              |
| Dive Leader       | Conduite de palanquée (profondeur maximale autorisée : 50 m)                                                                 |
| Advanced Diver    | Plongeur pleinement autonome, en mesure de diriger un groupe de plongeurs lors d'une séance de club normale                  |
| First Class Diver | Plongeur capable de diriger un groupe sur un projet. L'examen est de niveau national avec une épreuve pratique de deux jours |

### Enseignement
Le BSAC a six niveaux de qualification pour ses enseignants :
| Assistant Instructor  | c'est un moniteur formé, mais non encore qualifié. Il doit enseigner sous la surveillance d'un instructeur                                                 |
| Theory Instructor     | Moniteur pouvant dispenser des cours théoriques sans surveillance                                                                                          |
| Practical Instructor  | Moniteur pouvant dispenser des cours pratiques dans l'eau sans la présence, ni le contrôle d'un instructeur                                                |
| Open Water Instructor | Qualifié pour contrôler d'autres moniteurs, en cours théoriques ou pratiques                                                                               |
| Advanced Instructor   | Formé pour enseigner des techniques avancées, telles que formation de moniteurs, techniques de plongée depuis un bateau ou techniques de plongée en groupe |
| National Instructor   | Conduit les formations de Advanced instructor et organise les examens nationaux du BSAC                                                                    |

### Qualifications précédemment attribuées
Certaines qualifications du BSAC ne sont plus attribuées désormais mais peuvent être rencontrées :
- Novice I - plongeur qui a terminé avec succès son cursus de "plongée en milieu protégé" (piscine) mais qui n'a pas encore validé ses compétences en milieu naturel
- Novice II - plongeur novice I qui a effectué deux plongées en milieu naturel

La distinction entre novice I et novice II a été créée pour des raisons essentiellement pratiques à destination des plongeurs qui s'entraînent en piscine mais ne peuvent pas (pour des raisons matérielles ou de saison) valider rapidement leurs compétences en milieu naturel. Ces niveaux leur permettait d'avoir un début de reconnaissance de leur qualification.
Les cursus de novice I & II ont été remplacés, à la fin des années 1990, par les appellations de Club diver et d'Ocean diver.
- Club Diver - il s'agit plus ou moins de la même qualification qu’Ocean diver. Au départ les deux qualifications coexistaient, celle d’ocean diver étant délivrée dans les écoles et celle de club diver dans les clubs.
- Club Instructor - qualification d'instructeur inférieure à celle d'Open water instructor permettant d(effectuer certaines séances théoriques et pratiques sans surveillance
- Third class Diver - les plongeurs détenant cette qualification se sont vus attribuer celle de Sport diver au moment du changement de qualifications
- Second class Diver - les plongeurs détenant cette qualification se sont vus attribuer celle de Advanced diver au moment du changement de qualifications

### Spécialités
Le BSAC a un vaste choix de spécialités :
| Plongée                                 | Sauvetage                                     | Navigation                                               | Plongée technique              | Recycleur                              | Divers                          |
| --------------------------------------- | --------------------------------------------- | -------------------------------------------------------- | ------------------------------ | -------------------------------------- | ------------------------------- |
| récompense de sauveteur                 | planification de plongée                      | conduite de petits bateaux                               | plongeur Nitrox                | circuit semi-fermé (Dolphin)           | identification de la vie marine |
| sauveteur confirmé                      | search and recovery                           | lecture de cartes nautiques et détermination de position | plongeur Nitrox avancé         | circuit fermé (Inspiration, Evolution) | biologie marine                 |
| premiers secours                        | qualification de gonfleur de blocs de plongée | suivi de plongeurs                                       | plongeur Nitrox multi-mélanges |                                        | photographie sous-marine        |
| conduite de sauvetage - module pratique | surveillance et maintenance du matériel.      | maintenance des moteurs et réparation                    | plongée dans l'espace lointain |                                        |                                 |
| administrateurs d'oxygène               |                                               |                                                          | gonflage multi-gaz             |                                        |                                 |
| premiers secours en sauvetage.          |                                               |                                                          | plongée avec masque facial.    |                                        |                                 |